# Seznam katedrál na Slovensku
Seznam katedrál na Slovensku obsahuje kostely se statutem katedrály církví na Slovensku.
Římskokatolické
- Katedrála svatého Martina v Bratislavě
- Katedrála svatého Jana Křtitele v Trnavě
- Bazilika svatého Emeráma v Nitře
- Katedrála svatého Františka Xaverského v Banské Bystrici
- Katedrála Nejsvětější Trojice v Žilině
- Katedrála svaté Alžběty v Košicích
- Katedrála Nanebevzetí Panny Marie v Rožňavě
- Katedrála svatého Martina v Spišské Kapitule

Konkatedrály
- Konkatedrála svatého Mikuláše v Prešově
- Konkatedrála Sedmibolestné Panny Marie v Popradu

Vojenský ordinariát
- Katedrála svatého Šebestiána v Bratislavě

Řeckokatolické
- Katedrální chrám svatého Jana Křtitele v Prešově
- Katedrální chrám Narození přesvaté Bohorodičky v Košicích
- Katedrální chrám Povýšení vznešeného a životodárného kříže v Bratislavě

Pravoslavné
- Katedrální chrám svatého Alexandra Něvského v Prešově
- Katedrální chrám Narození přesvaté Bohorodičky v Košicích
- Katedrální chrám svatých apoštolů Cyrila a Metoděje v Michalovcích